# Torres Blancas

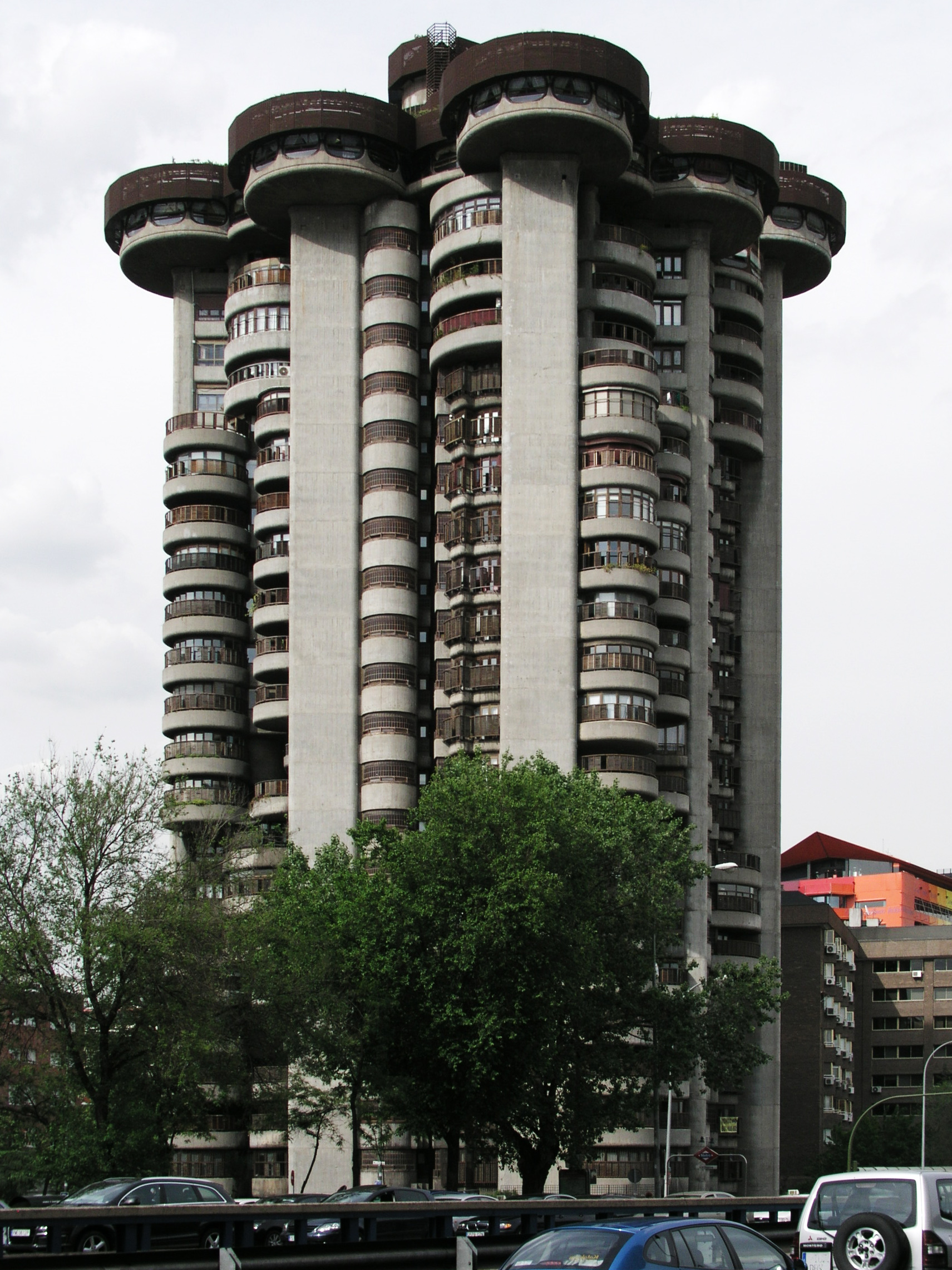
Torres Blancas sett från Av de America

Torres Blancas ("Vita tornen") är ett höghus i Madrid. Det står i korsningen mellan c/ Corazón de María (nr 2) och Avenida de América (nr 37). Byggnaden, signerad av arkitekten Francisco Javier Sáenz de Oiza, är från 1961, och byggarbetena drog ut på tiden från 1964 till 1969. Med denna byggnad, som var hans första internationellt kända, vann han arkitekturpriset ’’Excelencia Europa’’ 1974. Arkitekten bodde i huset fram till sin död år 2000.
Torres Blancas var ett experimentbygge för en klient, Juan Huarte (ägare till byggnadsfirman med samma namn). Huarte var framträdande under 1960-talet för sitt stöd till spansk avantgarde, och byggde några av de mest emblematiska byggnaderna i Spanien under 1960- och 1970-talen.

## Egenskaper

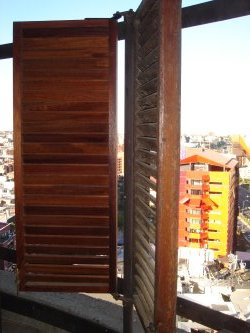
Vy från insidan.

Byggnaden är 71 meter hög och är en konstruktion som bygger på cylindrar som är omgivna längs hela yttersidan av balkonger med jalusier av trä.
Byggnaden har 21 våningar, avsedda för bostäder och kontor, plus två extra våningar högst upp i byggnaden. En av de mellanliggande våningarna är reserverad för tekniska installationer och på takterrassen finns en simbassäng i böljande form.
Trots sitt namn "Vita tornen" handlar det om ett enda hus, som dessutom inte heller är vitt, utan grått med fasad av armerad betong. Byggnadsprojektet bestod ursprungligen av två vita byggnader. Den vita effekten skulle man uppnå genom att blanda in vit krossad marmor i betongen. Denna idé kom dock aldrig till utförande på grund av problem med finansieringen, och inte heller byggdes det andra "tornet". Konstruktionen är av armerad betong och saknar pelare. Den bärande strukturen i byggnaden utgörs av de yttre och inre vertikala väggelementen.
Arkitekten Oizs avsikt var att konstruera en byggnad med enskilda bostäder, med stor takhöjd, som växte organiskt, som ett träd, och som genomlöptes vertikalt av trappor, hissar och installationer, som om de vore trädstammar och grenar och med grupperade runda balkonger som om de vore blad på grenarna.
Från Le Corbusier hämtade Oiza idén om rationalismen och att konstruera bostäder med trädgårdar på höjden och från Frank Lloyd Wright den föreslagna organiska utformningen från hans höghus "Price".  Oiza skapade en personlig syntes av båda dessa riktningar, som allmänt erkänns som ett av mästerverken inom den organiska arkitekturen.

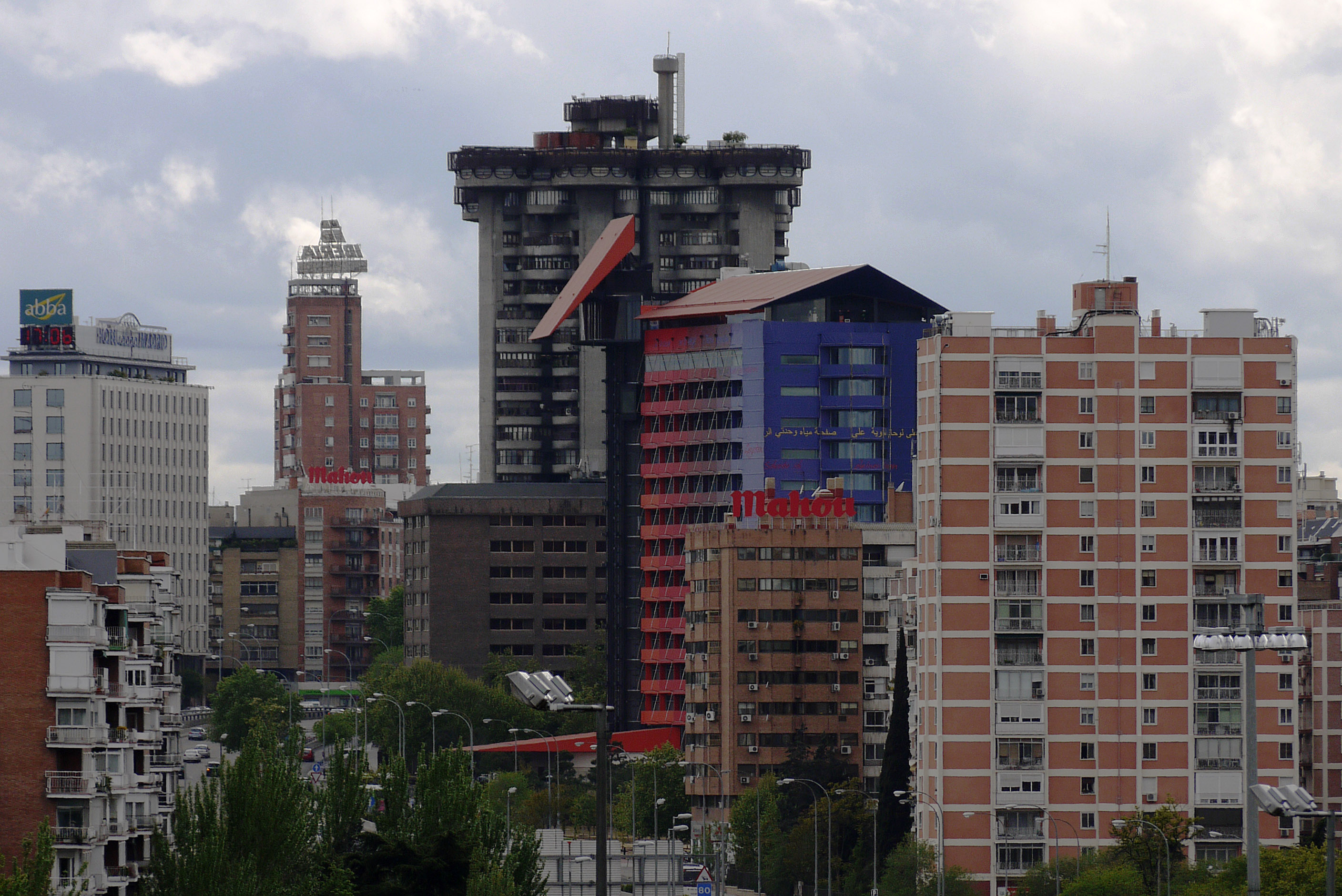
Torres Blancas var under en period Madrids högsta hus.
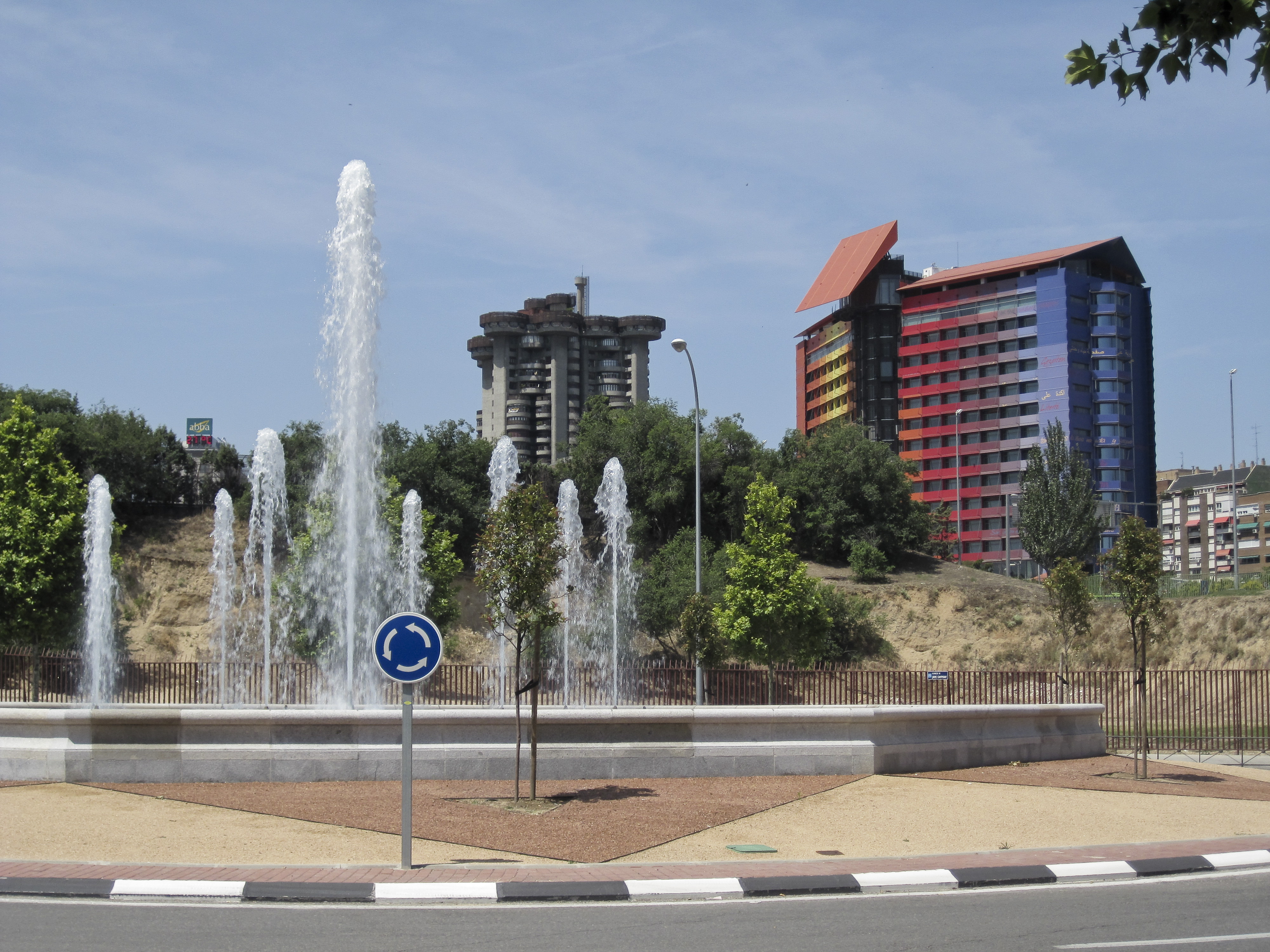
Torres Blancas sett från Calle del Corazón de María. Till höger Hotel Puerta America.
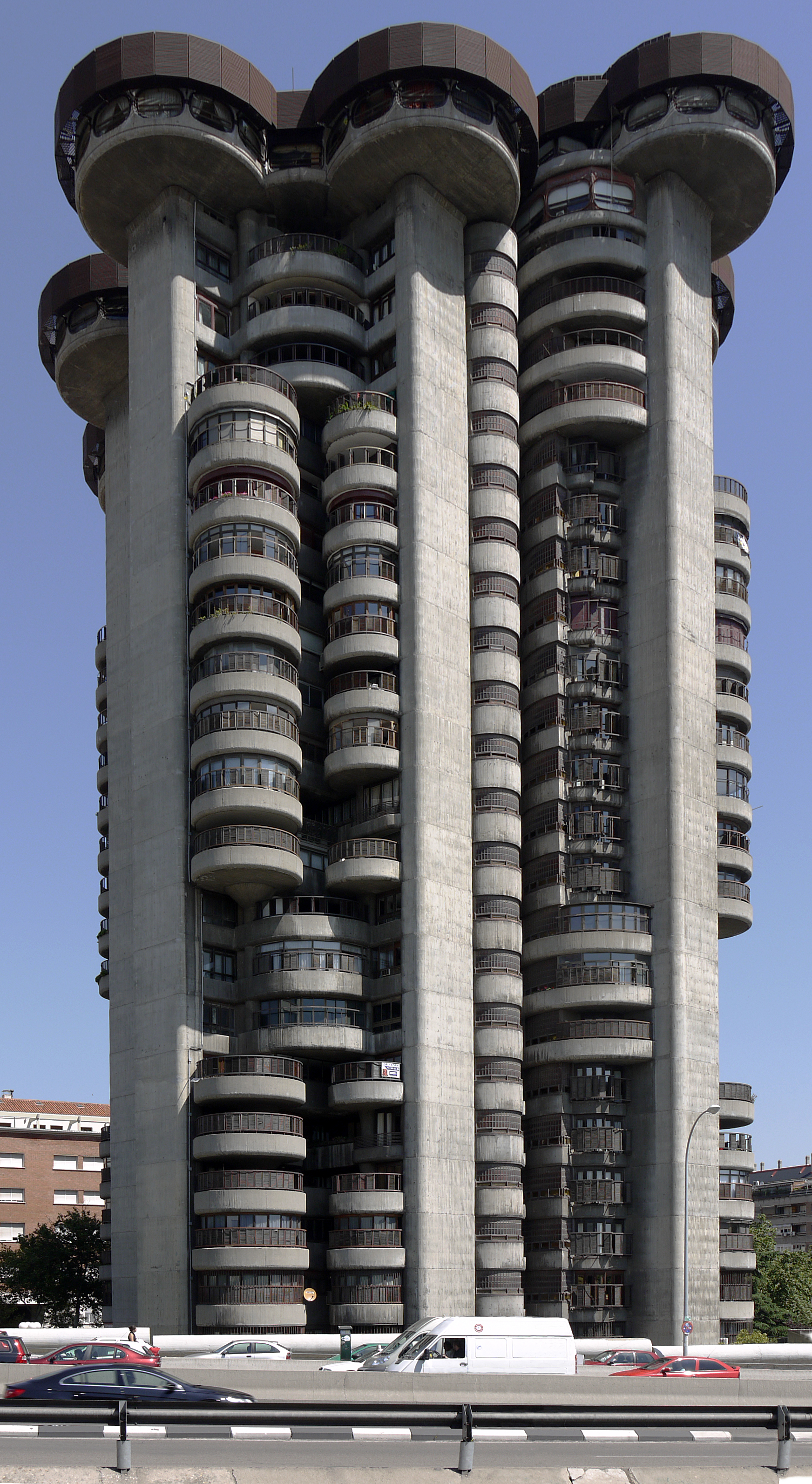
På nära håll
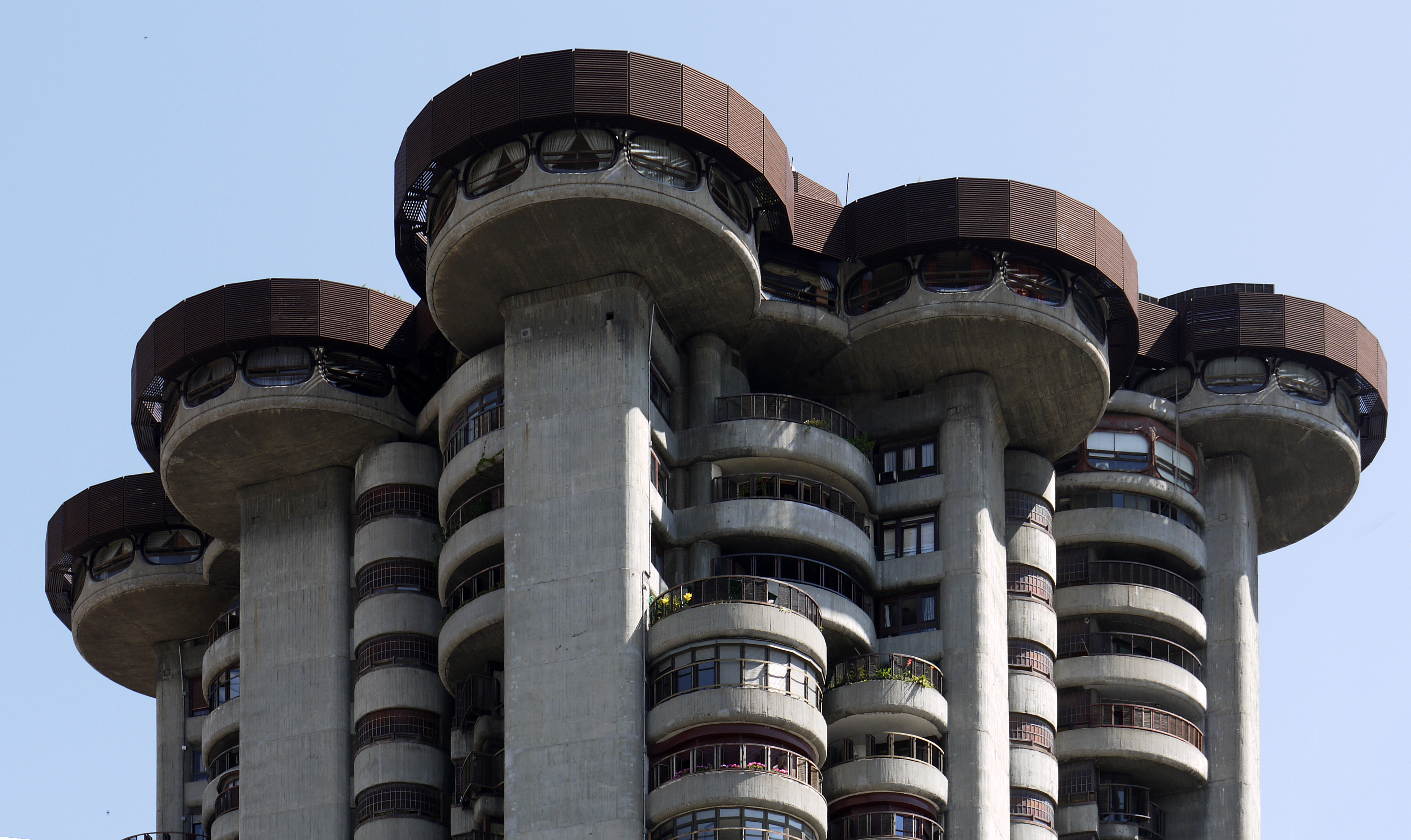
Toppvåningarna